# Othreis procus
Othreis procus är en fjärilsart som beskrevs av Pieter Cramer 1777. Othreis procus ingår i släktet Othreis och familjen nattflyn. Inga underarter finns listade i Catalogue of Life.